# Wehrkreis XVII (Wien)

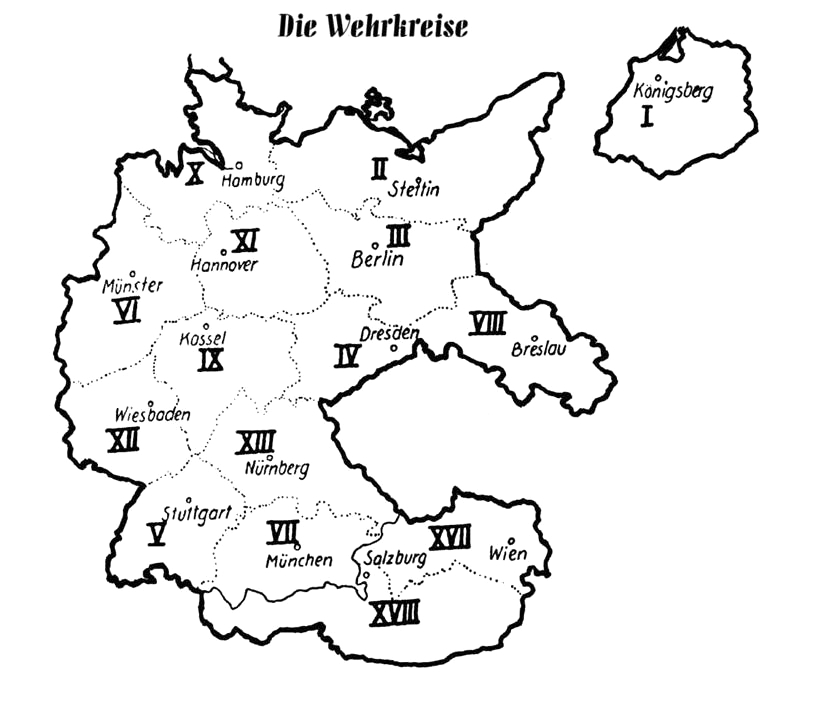
Die Wehrkreise des Deutschen Reiches nach dem „Anschluss Österreichs“

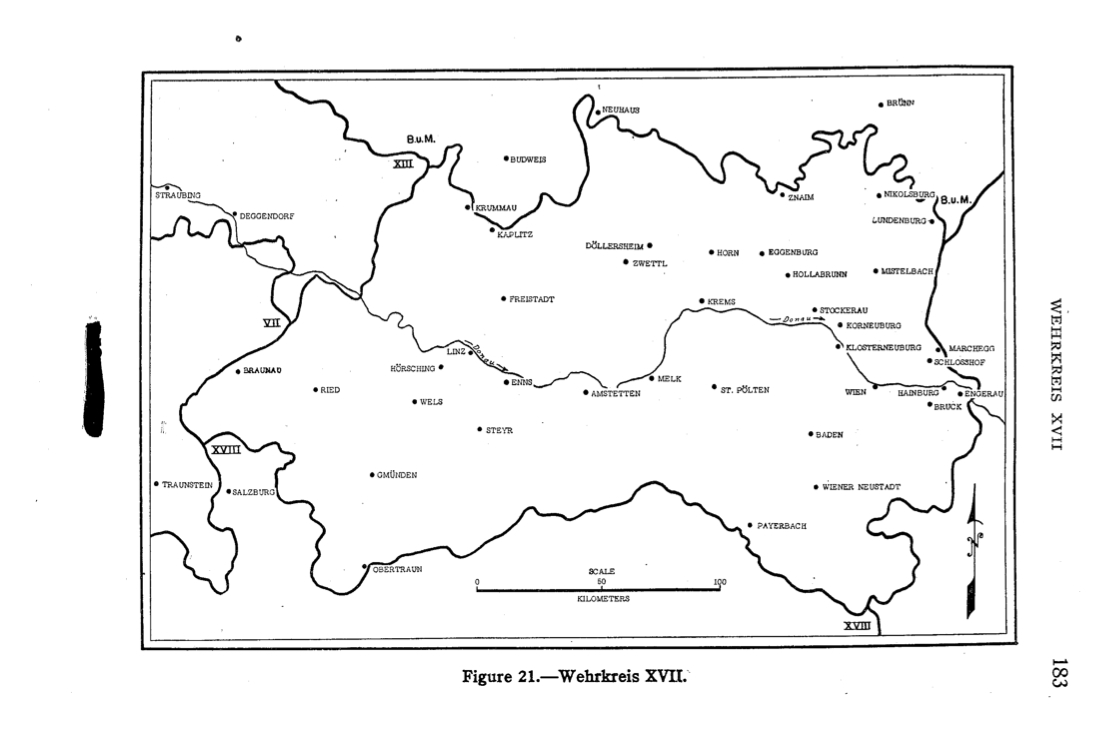
Karte des Wehrkreises XVII

Der Wehrkreis XVII (Wien) war eine territoriale Verwaltungseinheit der Wehrmacht im NS-Staat. Der Wehrkreis wurde gebildet nach dem sogenannten „Anschluss“ Österreichs 1938 und bestand bis 1945. Ihm oblag die militärische Sicherung der Reichsgaue „Oberdonau“ und „Niederdonau“, mit Teilen des aufgelösten Burgenlandes, sowie die Ersatzgestellung und Ausbildung von Teilen des Heeres in diesem Gebiet. Der Wehrkreis umfasste die beiden Wehrersatzbezirke Wien und Linz. Das Hauptquartier befand sich in Wien.

## Befehlshaber

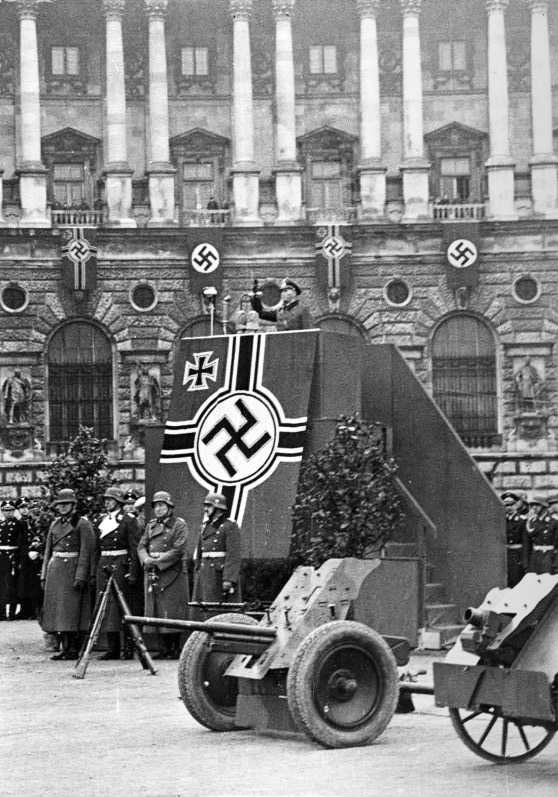
Ansprache durch den Kommandierenden General Werner Kienitz bei einer Rekrutenvereidigung auf dem Heldenplatz am 9. Dezember 1938

Die Befehlshaber des Wehrkreises XVII waren:
- Werner Kienitz 1938–1939
- Otto von Stülpnagel 1939
- Alfred Streccius 1940–1943
- Albrecht Schubert 1943–1944
- Hans-Karl Freiherr von Esebeck 1944
- Albrecht Schubert – 1945

## Chef des Generalstabes
- Oberstleutnant Heinrich Kodré 26. Februar 1943 – 1944